# Carex glaucescens
Carex glaucescens là một loài thực vật có hoa trong họ Cói. Loài này được Elliott mô tả khoa học đầu tiên năm 1824.